# ماريا لويزا مايول
ماريا لويزا مايول لابي (بالإسبانية: María Luisa Mayol Labbé) هي ممثلة تشيلية تعيش في إسبانيا، ولدت في 20 فبراير 1981 في كوريكو في تشيلي.

## روابط خارجية
- Luisa Mayol على موقع IMDb (الإنجليزية)
- Luisa Mayol على موقع قاعدة بيانات الفيلم (الإنجليزية)

لا توجد روابط لمواقع التواصل الاجتماعي.